# بورس انرژی اروپا
بورس انرژی اروپا (انگلیسی: European Energy Exchange) شرکت خدمات مالی آلمانی است، که در سال ۲۰۰۲ تأسیس شد.